# Шалва Амонашвили
Шалва Алексанрович Амонашвили (р. 8 март 1931 г., Тбилиси) е грузински учител и психолог. Почетен гражданин на Тбилиси (2022).
През 1955 г. завършва факултета по ориенталистика на Тбилисския държавен университет; през 1958 г. – следдипломна квалификация в Института за педагогически науки на името на Яков Гогебашвили. От 1960 г. работи в същия институт като лаборант, младши научен сътрудник, научен секретар, ръководител на лаборатория, заместник-директор в научната част, директор. През 1987 – 1990 г. работи като генерален директор на Опитния научно-производствен педагогически съюз; През 1964 г. заедно с професор Б. Хачапуридзе и доцент Г. Пофхадзе той създава лабораторията по експериментална дидактика. Той ръководи масови експерименти по проблемите на началното образование в няколко региона на Грузия. Признат е за един от педагозите – новатори в бившите републики на СССР.